# فرانك ويلسون (كاتب أغاني)
فرانك ويلسون (بالإنجليزية: Frank Wilson)‏ هو منتج أسطوانات ومغني وكاتب أغاني أمريكي، ولد في 5 ديسمبر 1940 في هيوستن في الولايات المتحدة، وتوفي في 27 سبتمبر 2012 في دوارتي في الولايات المتحدة بسبب سرطان البروستاتا.

## وصلات خارجية
- فرانك ويلسون على موقع ميوزك برينز (الإنجليزية)
- فرانك ويلسون على موقع أول ميوزيك (الإنجليزية)
- فرانك ويلسون على موقع ديسكوغز (الإنجليزية)